# Zarzecz Łukowski
Zarzecz Łukowski – wieś w Polsce położona w województwie lubelskim, w powiecie łukowskim, w gminie Łuków.
| SIMC    | Nazwa           | Rodzaj    |
| ------- | --------------- | --------- |
| 0680259 | Zarzecz-Kolonia | część wsi |

W latach 1975–1998 miejscowość administracyjnie należała do województwa siedleckiego.
Wieś stanowi sołectwo w gminie Łuków. Według Narodowego Spisu Powszechnego z roku 2011 wieś liczyła 252 mieszkańców.
Miejscowość jest siedzibą rzymskokatolickiej parafii Najświętszego Serca Pana Jezusa.
Urodzeni w Zarzeczu Łukowskim:
- Wacław Krzyżanowski – prokurator stalinowski